# Macromitrium clemensiae
Macromitrium clemensiae är en bladmossart som beskrevs av Edwin Bunting Bartram 1936. Macromitrium clemensiae ingår i släktet Macromitrium och familjen Orthotrichaceae. Inga underarter finns listade i Catalogue of Life.